# 공개 구조
동물 권리와 복지에서, 공개 구조는 활동가들에 의해 행해지는 직접 구조 행동이다. 공개구조는 다음의 것들과 관계를 맺는데 그것은 아픔과 고통에 있는 동물을 구조하는 것, 구조된 동물에게 치료와 장기적 보살핌을 주는 것, 살고 있는 환경을 기록하는 것, 그리고 궁극적으로 구조와 기록을 대중에게 공개하는 것이다.

비밀스러운 동물권 행동주의와 공개 구조의 대중적 성격은 대조된다. 공개 구조 활동가들은 전형적으로 그들의 완전한 정체성을 드러낸다. 공개 구조는 인간과 다른 동물에 대해 비폭력적인데, 비록 몇몇 집단은 재산 피해를 유발하지만 말이다.

## 역사

### 시작
멜버른에 자리한, ‘동물 해방 빅토리아 (에이엘브이) 구조 팀’에 의해 공개 구조 방식은 대부분 만들어졌다. 인도 독립 운동에서 마하트마 간디에 의해 사용된 방식과 철학인, 사티아그라하에 의해 촉발되어서, 에이엘브이는 1980년대에 이 방식을 만들었고 그 이후로 다음과 같은 조사를 공개 구조 활동을, 행동을 수행하고 있어왔는데 그것들은 사후 공개되어서 대중에 의해 잘 인지되어온 것이다. 한번은 오스트레일리아 국회의원이 공장식으로 키워진 새끼돼지에 대한 구조 활동에 참여했다.
공개 구조라고 불리지 않지만, 많은 다른 활동가 집단이 거의 같은 시기에 공개 구조와 비슷한 행동에 참여하기 시작했다. ‘동물을 윤리적으로 대우하는 사람들’은 메릴랜드 실버스프링에 있는 실험실에서 1981년에 많은 원숭이를 구조했고 워싱턴 포스트에서의 토론을 촉발했다.

### 미국에의 도입
1999년에, 에이엘브이의 패티 마크가 ‘가금류 보호 연대’의 ‘동물 총회 직접 행동’에서 공개 구조를 설명했다. 오스트레일리아에서의 공개 구조 행동의 긍정적 결과를 보여주면서 그리고 공개 구조 행동과 비밀 행동의 동영상을 비교함으로써, 그녀는 공개 구조의 효과에 대해 많은 사람들을 설득할 수 있었는데 동물에 대한 공감의 측면에서 그리고 대중에 의한 인식의 측면에서 그랬으며, 세계 곳곳에서의 공개 구조 방식에 대해 설명하면서 말이다.
이 일이 있은 후에 바로, ‘동물 공감 행동’(미국)은 그 방식을 채택했고, 다른 집단이 뒤를 따랐다. ‘공감하는 소비자들’의 활동가 애덤 듀란드는 웨그먼즈 달걀 농장에서 2004년에 공개 구조를 실시했다. ‘동물 보호 구조 동맹’은 2011년에 허드슨 밸리 푸아 그라[프랑스 요리 이름] 농장에서 공개 구조와 조사를 벌였다.

### 미국 재유행과 국제적 성장
미국에서, 공개 구조는 덜 일어나게 되었고 2000년대 중반의 십 년 간 중지되었는데 2015년 1월에 “휴메인 인증을 받은” 방목하는 홀 푸즈 달걀 공급회사에 대한 조사를 ‘어디에서나 직접 행동’이 공개했을 때까지 말이다. 그 이후에 북미의 많은 다양한 장소에서 여러 건의 공개 구조가 있어왔다.
뉴욕타임즈, 월스트릿저널, 그리고 다른 언론에서의 ‘어디에서나 직접 행동’의 공개 구조 기사는 많은 홀 푸즈 공급회사들에 압박을 가해왔다. 방목하는 코스트코 달걀 공급 농장에서의 디엑스이 조사는 방목 달걀로의 2016년의 산업계 전환에 대한 의문을 제기했다. 디엑스이는 그것의 조사를 다음의 것에 대해 집중시켰는데 그것은 “휴메인 워싱,” 즉 인간적인 것으로서 상품을 거짓으로 판다고 추정된, 동물 식품 회사에 의한 시도이다. 2017년에, 디엑스이는 캘리포니아의 과장 광고 법을 적용하여 ‘홀 푸즈’ 칠면조 공급 농장인 ‘디스털 칠면조 농장’을 고발했다.
현재, 오픈 레스큐 닷 오그, 공개 구조를 실시하는 단체들의 연대체는, 다양한 단계의 행동을 하는, 18개의 다양한 공개 구조 단체를 가지는데, 세 개의 대륙에 있는 5개의 다양한 국가 - 오스트레일리아와 뉴질랜드(오세아니아), 오스트리아, 독일, 체코 공화국과 스웨덴(유럽) 그리고 미국(북미)에서 말이다. 많은 단체들은, ‘동물 해방 빅토리아’, ‘어디에서나 직접 행동’, 토마 부라[텅빈 철창(스웨덴어)], 티어 레터[동물 구조하는 사람(독일어)], 브이지티[Verein Gegen Tierfabriken 동물 공장 반대 연대], 그리고 ‘동물권’을 포함해서, 3월 5일에 “국제 공개 구조의 날”을 조율하기 시작했는데 그날은 누리집 오픈 레스큐 닷 컴에서 시작되었던 날이다.

## 범죄 성립 여부
몇몇 공개 구조 활동가는 어떠한 범죄도 성립하지 않는다고 주장하는데, 다른 존재에 대한 보호로 행동했다고 주장하면서, 특히 만약에 동물 사육을 통제하는 법에 맞게 구조된 동물이 수용되지 않았다면 말이다. 비슷하게, 다른 사람들은 그런 법에 대한 소유주의 위반에 대한, 충분한 정당성으로의 불인정을 언급하고 공개 구조 활동가에 대한 엄격한 법 집행의 위선을 지적한다.

스웨덴의 공개 구조 단체인, ‘래드닝[구조]스트잰스텐[서비스]’의 마자 칼슨은, 지금까지 가장 큰 공개 구조 활동에서 120 마리의 암탉을 구조했던 네 명의 활동가 중 한 명이었다. 그녀의 그 투쟁에 대한 설명에서, 그녀는 다음과 같이 적는다(스웨덴어에서 번역됨):
아주 가능성 있게도 법적 단체들은 이 행동을 따라할 것이다. 자연스럽게, 몇몇은 이것을 범죄로 부를 것이라는 것을 나는 아는데 비록 내가 그들의 말에 동의하지 않지만 말이다. 이 사회에서 범죄자로 취급되는 사람들이 우리라는 게 슬픈데, 15년 이상에 걸쳐서 스웨덴 동물 보호 법을 사실상 위반해왔던 달걀 산업이 아니라 말이다. 법은 동물을 보호하는 것이라는 사실이 일반적으로 무시되는데 소유권에 반하는 범죄는 심각한 위협으로 여겨지면서 말이다.
비슷하게, 그 행동에 뒤따랐던 법적 절차에 대한 답변으로 ‘구조서비스’는 다음과 같이 적는데 그것은 “불필요한 고통으로부터 그리고 어떠한 때이른 죽음으로부터 120 마리의 존재들을 우리는 행동을 해서 구했다. [...] 진짜 범죄는 우리가 아니라, 동물 산업에 의해 저질러진다.”이다.
미국에서, 다음과 같은 동물 학대의 증거에 대한 무시에 있어서 법원은 검찰과 자주 한 패가 되어왔는데 그것은 동물 해방과 공개 구조에 관련한 소송에서 동물권 활동가에 의해 폭로된 학대이며 왜냐하면 그것은 동물 산업 보호 법 아래에서 피고인들이 도둑과 테러리스트로 기소되는 것을 더 쉽게 만들기 때문이다. 언론 ‘인터셉트’의 나타샤 레나드에 따르면, 이것은 ‘녹색 공포’라는 수법들 중 하나인데, 정부가, 의약품의 그리고 축산업의 회사를 대신해서, 공격적으로 이른바 “환경-테러리스트”로 동물권 활동가를 기소했을 때 말이다.

## 공개 구조에 대한 의견
공개 구조는 “동물 해방에 얼굴을 드러낸다”. 공개함으로써, 지지자들은 다음과 같이 주장하는데 그것은  그들이 매체와 대중으로부터 더 많은 긍정적 반응을 받는다는 것이고 마스크를 쓰지 않음으로써 그들은 자신들과 대중 간의 거리를 줄이고, 그들이 추상적인 마스크 쓴 “테러리스트”가 아니라 대중이 신원을 확인할 수 있는 보통의 일상의 사람이 된다는 것이다. 공개하는 것은 직접 행동의 투쟁적인 점을 없애거나 줄인다.

공개 구조 지지자들은 또한 다음과 같이 주장하는데 그것은 그들의 행동 방식이 구조된 동물에 대한 그들의 공감에 부합한다는 것이다. 앞서 언급된 ‘직접 행동’에 대한 ‘가금류 보호 동맹’의 포럼에서의 동영상 비교에 의해 보여졌다는 것들 중의 하나는 비밀스러운 활동가들에 비해 공개 구조 활동가들이 더 많은 공감과 관심을 보였다는 것이었다(이것이 비밀 활동가들이 공감과 관심을 보이지 않았다는 것을 말하지는 않는다). 이것이, 행동이 마스크를 안 쓰고 이루어진다는 것, 행동이 공개적이라는 것 혹은 일정한 다른 특징이 있다는 것, 때문인지 아닌지는 여전히 논의의 여지가 있다.

## 비판
누군가는 공개 구조에 대한 비판을 두 가지 일반적 범주로 나눌 수 있다: 직접 행동의 방식으로서의 공개 구조에 대한 비판인데, 그것은 자주 다른 공개 구조 활동가로부터 나오고, 직접 행동의 사용에 대한 비판인데, 그것은 다른 동물권 활동가 그리고 동물권 운동 외부, 둘 모두로부터 나온다.

### 직접 행동 방식으로서의 공개 구조에 대한 비판
다음과 같이 주장되어 왔는데 그것은 왜냐하면 활동가들이 그들의 신원의 공개로 인해 발각되어 기소될 것을 공개 구조가 사실상 당연하게 하기 때문에 비밀스러운 방식에 비해 더 소모적인 방식으로서 공개 구조가 해석될 수 있다는 것이다. 이것에 따라서, 공개 구조는 추측컨대 더 많은 돈을 필요로 할 수도 있는데, 왜냐하면 투쟁에 뒤따르는 결과적 기소가, 벌금이 납부되어야 하고 손상이 보상되어야 한다는 것을 의미하기 때문이다. 게다가, 활동가들이 연행될 수도 있기 때문에 더 많은 인력이 필요해질 수도 있다. 이것은 다음과 같은 자원과 인력의 낭비로 보이는데 그것은 훨씬 더 많은 동물을 구하는데 쓰일 수도 있는 것이다. 하지만, 모든 이런 주장들은 현장에서 틀리다는 결론이 났다. 부분적으로 공개 구조자들이 대중으로부터 얻는 공감 덕분에, 그들에 대한 법적 제재가 드문데, 비록 구조자의 신원이 드러나도 말이다.
공개 구조가 모두를 위한 합리적인 대안이 아니라는 주장도 있다. 일부 활동가들이 보호 관찰 중이고, 또다른 범죄로 판결을 받게 되는 것은 그들의 이전 판결이 징역형으로 바뀔 것이라는 것을 의미할 수도 있다. 
다음과 같은 주장도 있을 수 있는데 그것은 몇몇 활동가들이 그것은 전과 기록이 없어야 하는 경력을 [가지거나 가질 것이라는 주장이고], 그것은 만약에 그들이 공개 구조 방식을 사용한다면 그 영향으로 끝날 수도 있는 경력이나 꿈을 가지거나 가질 것이라는 주장이고, 대부분의 직업과 경력에 상관 없이 전과-특히 평생 가는 것-는 고용되고 승진되는 것 둘 모두와 관련해서 방해물이 될 것이라는 주장이다. 이것은, 하지만, 어떠한 종류의 불법 행위의 경우에도 적용될 수도 있다.

### 구조자의 신원이 드러나지 않는 구조와 반대되는, 공개 구조를 변호하는 것
활동가들이 그들의 얼굴을 가리지 않을 때 그들의 행동이 대중에 의해 훨씬 더 좋게 인식된다고 공개 구조 지지자들은 주장하는데, 그렇게 대중의 종차별주의적 태도에 대해 의문을 제기하는 그들의 목적을 성취하는데 훨씬 더 성공적일 수 있는 동시에 말이다.
동물권 행동주의에는 참여하지 않지만 동물권의 목표와 공감하는 누군가는 공개 구조를 지지하는 다른 이유를 가질 수도 있는데, 비록 이것이 동물권 활동가들 사이에서 극도로 드물고, 공개 구조에 참여하는 사람들은 그들을 지지하지 않지만 말이다. 몇몇 사람들은 직접 행동이 비효율적이라고 생각한다. 비록 그들이 활동가들과 그리고 활동가들이 이루길 원하는 것과 공감할 지도 모르지만, 그들은 그 단체들이 법을 [지켜야] 그리고 나아가서 그 단체들이 살고 있는 민주주의 체제를 지켜야 한다고 생각한다. 다음과 같은 주장이 있는데 그것은 법의 테두리 안에서 작동하는 민주적이고 시민적 책임을 활동가들이 가진다는 것이고 다른 식으로 하는 것은 반민주적이고, 가능하게도 심지어 군림하는 것일 수도 있다는 것이다. 이 비판에의 일반적인 반응은, 공개 구조 그리고 다른 종류의 구조 둘 모두의 지지자에 의해 나오는 반응은, 그 주장이 근본적 결점을 감내한다는 것이다: 우리는 민주주의에 살지만, 그것은 사람의, 사람을 위한, 사람에 의한 민주주의이다. 법은 인간을 위한 인간에 의해 쓰여지는데, 그것을 동물을 대변하지 않는 인간중심적 체제로 만들면서 말이다. 만약에 우리의 정부 체제가 종간의 관점에서 바라봐진다면, 그것은 백인의 자리를 인간으로 대신하는, 완전한 민주주의가 아닌, 인종분리주의와 연결되는 무엇이다. 

## 같이 보기
- 시민 불복종
- 어디서나 직접 행동
- 사티아그라하
- 비거니즘
- 채식주의

1. ↑  Qué son los rescates abiertos - Rescate Abierto 보관됨 2009-01-02 - 웨이백 머신 Animal Equality (in Spanish)
2. ↑  Carlson, Peter; Carlson, Peter (1991년 2월 24일). “THE GREAT SILVER SPRING MONKEY DEBATE”. 《The Washington Post》 (미국 영어). ISSN 0190-8286. 2017년 6월 12일에 확인함.
3. ↑  “Open Rescues: How UPC Introduced This Strategy to U.S. Activists - Animal Rights Activism Articles Archive from All-Creatures.org”. 《www.all-creatures.org》. 2017년 6월 12일에 확인함.
4. ↑  “Satya Oct 06: Interview with Adam Durand”. 《www.satyamag.com》. 2017년 6월 12일에 확인함.
5. ↑  Mckinley, Jesse (2015년 2월 22일). “Two Missing Ducks, a Video and a Felony Charge in an Episode at a Foie Gras Farm”. 《The New York Times》 (미국 영어). ISSN 0362-4331. 2017년 6월 12일에 확인함.
6. 1 2  Strom, Stephanie; Tavernise, Sabrina (2015년 1월 8일). “Animal Rights Group's Video of Hens Raises Questions, but Not Just for Farms”. 《The New York Times》. ISSN 0362-4331. 2017년 5월 8일에 확인함.
7. 1 2  “Welcome”. 《Open Rescue International》 (미국 영어). 2017년 5월 8일에 확인함.
8. ↑  Gee, Kelsey (2015년 11월 24일). “Video Shows Abuse at Whole Foods Turkey Supplier, Activists Say”. 《The Wall Street Journal》 (미국 영어). ISSN 0099-9660. 2017년 6월 12일에 확인함.
9. ↑  Strom, Stephanie (2016년 10월 20일). “How 'Cage-Free' Hens Live, in Animal Advocates' Video”. 《The New York Times》 (미국 영어). ISSN 0362-4331. 2017년 6월 12일에 확인함.
10. ↑  “Vegan Publishers”. 《veganpublishers.com》 (미국 영어). 2017년 8월 1일에 원본 문서에서 보존된 문서. 2017년 6월 12일에 확인함.
11. ↑  “Animal rights group sues Sonora-area turkey producer”. 《modbee》 (영어). 2017년 6월 12일에 확인함.
12. ↑  Lennard, Natasha (2022년 1월 30일). “Prosecutors Silence Evidence of Cruel Factory Farm Practices in Animal Rights Cases”. 《The Intercept》. 2022년 2월 2일에 확인함.
13. ↑  Hawthorne, Mark (June–July 2005). “Inside an Open Rescue: Putting a Human Face on Animal Liberation”. 《Satya》. OCLC 439381064. 2015년 9월 14일에 확인함.